# Ghana i olympiska vinterspelen 2018
Ghana deltog i de olympiska vinterspelen 2018 i Pyeongchang, Sydkorea, med en trupp på en atlet (en man) fördelat på en sport.
Vid invigningsceremonin bars Ghanas flagga av skeletonåkaren Akwasi Frimpong.